# Aphidura bozhkoae
Aphidura bozhkoae är en insektsart. Aphidura bozhkoae ingår i släktet Aphidura och familjen långrörsbladlöss. Inga underarter finns listade i Catalogue of Life.